# El Quintanarejo
El Quintanarejo es una localidad de la provincia de Soria, partido judicial de Soria, Comunidad Autónoma de Castilla y León, España. Pueblo de la comarca de Pinares que pertenece al municipio de Vinuesa.
Desde el punto de vista jerárquico de la Iglesia católica forma parte de la Diócesis de Osma-Soria la cual, a su vez, pertenece a la Archidiócesis de Burgos.
Su situación geográfica, al pie de los Picos de Urbión y de la sierra de La Cebollera.

## Geografía

Término municipal de Vinuesa

Se sitúa en el Este de la comarca de Pinares, al pie de los Picos de Urbión y de la sierra de La Cebollera, en la parte noroeste de la provincia de Soria a 43,5 km de la capital y cerca del límite con La Rioja. Las sierras de Urbión y de la Cebollera la cubren por el lado norte y en ellas se halla la Laguna Negra que pasó a la literatura de manos de Antonio Machado en su obra La Tierra de Alvargonzález. El impresionante paisaje de la serranía y de esta laguna glacial rodeada de altas paredes en donde anidan las aves rapaces queda descrito por el poeta. La fuerza de este paisaje hace que sea uno de los lugares con más atractivo turístico del interior de la península.
Su clima es el propio de esta altitudes, con inviernos fríos y los veranos suaves y templados.

### Comunicaciones
La comunicación con la villa de Vinuesa, capital del municipio, se realiza por la carretera provincial por la SO-830.

### Composición
Es un pequeño barrio rural que se sitúa a 9 km al norte del núcleo urbano de Vinuesa. 

### Orografía
Está rodeado por la sierra de El Portillo de Pinochos que esconde paisajes muy característicos.

## Historia
En el siglo XVI vivían en este lugar 2 vecinos y se denominaba El Quintanar pero el ayuntamiento de Vinuesa realizó una política de concentración de población en la villa porque se debía de impedir que se asentaran vecinos permanentes en el territorio de realengo de los ricos pastizales de Urbión. Toda la explotación de la tierra estaba sujeta a pagos de impuestos. En 1936 vivían en el barrio 60 vecinos.

## Monumentos y lugares de interés
Hay algunos restos interesantes de arquitectura tradicional, como Muro del Paso de los Ameros y sepulturas antropoides en el Onsar de Pedro García y la ermita de Santa Catalina. 